# Sultanat de Lingga
El sultanat de Lingga fou un regne de les Índies Orientals Holandeses a l'est de Sumatra, que va existir de 1819 a 1911. Abans de 1819 era part del sultanat de Johore (el sultà residia a Lingga) i durant el segle xviii les illes Riau eren la principal escala marítima entre Índia i Xina.

## Història
Un sultà de la dinastia Bendahara Johore governava a Johore i a les illes Riau i les illes Lingga. El 1722 va reclutar tropes bugis (un grup etnolingüistic de les Cèlebes) amb les que va poder rebutjar un atac de Pagaruyung, i com a recompensa va concedir al cap dels bugis el títol de Yamtuan Muda ("virrei") de Riau, que va esdevenir hereditari. El sultà malai residia a Lingga i el Yamtuan Muda dels bugis i els seus fidels residien a l'illa de Penyengat, al sud de l'illa de Bintan, a Tandjung Pinang, que era el cor de l'estat del qual els bugis formaven l'èlite religiosa i secular. El 1784 el sultà de Johore-Riau-Lingga va atacar Malaca en poder dels holandesos i fou derrotat quedant considerablement afeblit. El 1819 un príncep de la dinastia es va proclamar sultà a Lingga. Amb el Tractat anglo-neerlandès de 1824, el sultanat de Johore i el de Lingga (o de Riau Lingga) van quedar definitivament separats i el 1830 el sultà de Lingga va haver d'acceptar el protectorat neerlandès. Singapur no va trigar a eclipsar a Riau Lingga com a centre del comerç regional. Els prínceps bugis dominaren la vida religiosa de Riau Lingga; tenien la reputació de promoure idees reformistes. El 1857-1858, el Yamtuan Muda Raja Haji Abdullah va esdevenir murshid (guia espiritual) de la tariqa Naqshabandiya, una confraria mística sufita lligada a l'Imperi Otomà. Segons el Tuhfat al-Nafis, tots els prínceps de Penyengat pertanyeren a aquesta tariqa. A la mort de Raja Abdullah el 1858, Raja Muhammad Yusuf el va succeir. El 1866 a Penyengat, l'erudit religiós i historiador moral Raja Ali Haji (1809 - 1870) va acabar la seva obra Tuhfat al-Nafis ("el regal preciós"), una epopeia que relatava les accions dels seus ancestres bugis en el món malai començant pel seu pare, Raja Ahmad (nascut el 1773). El llibre tractava de les raons de les diferències entre malais i bugis i feia l'elogi del Yamtuan Muda Raja Jaafar (que va regnar de 1805 a 1831). Amb l'excusa dels llaços matrimonials estrets entre les aristocràcies malaia i bugi, els holandesos van decidir no nomenar un nou Yamtuan Muda a la mort (1899) de Raja Muhammad Yusuf, que havia exercit aquesta funció durant 40 anys; d'altra banda el seu fill Raja Ali Kelana estava poc inclinat a assolir la successió. El "diktat" de 1900 va posar fi al poder dels bugis a Riau i Lingga.
La casa reial de Lingga representava la branca més jove de la dinastia Bendahara de Johore, descendents de Sayyid Aidarus d'Atjeh. Els seus descendents van acabar governant finalment quatre estats: Johore, Trengganu i Pahang a la península Malaia i Lingga a les Índies Orientals Holandeses. A la mort de Sultan Mahmud Shah III de Johore (Paduka Sri al-Wakil al-Imam Sultan Mahmud Ri'ayat Shah Zilu'llah fil'Alam Khalifat ul-Muminin ibni al-Marhum Sultan 'Abdu'l Jalil Shah) el 1810 (el sultà residia a Lingga), sense haver designar oficialment hereu, va seguir una disputa sobre la successió; el segon fill (d'esposa reial: Encik Mariam binti Dato Hasan, filla de Dato Bandar Hasan, un cap bugi de Sidenreng a Sulawesi) Tengku Juma'at 'Abdu'l Rahman, que vivia a Lingga des del 13 de febrer de 1804, fou proclamat amb el nom de Paduka Sri Sultan 'Abdu'l Rahman I Mu'azzam Shah ibni al-Marhum Sultan Mahmud Shah Alam (al-Marhum Mangkat di-Bukit Chengah), pels seus oncle materns i el virrei (Yang di-Pertuan Muda) aprofitant l'absència del seu germà gran Tengku Sulong Husain (Tengku Long) que era a Pahang (14 de gener de 1811), si bé aquest darrer després fou adoptat per la vídua del sultà el 1811 i proclamat hereu legítim. Els holandesos van reconèixer al sultà de Lingga el 1818 i li van donar suport, però els anglesos van donar suport al fill gran (tot i que nascut d'una esposa no reial), que va ser proclamat per Sir S. Raffles el 5 de gener de 1819 a Singapur amb el nom de Paduka Sri Sultan Husain Mu'azzam Shah ibni al-Marhum Sultan Mahmud Shah Alam. Paduka Sri Sultan 'Abdu'l Rahman I i fou coronat a l'illa de Penyengat el 27 de novembre de 1822. Després d'un període de dispute entre les dues parts i els seus patrocinadors colonials, es va arribar a un acord el 1824 i el tractat angloholandès de Londres de 1824 va establir les dues esferes d'influència, emergint dos estats separats: Johore sota protectorat britànic i Riau-Lingga sota protectorat holandès. El sultà de Lingga es va establir a Daik, i el seu virrei bugi a la seva fortalesa a Riau; el sultà va morir a Lingga el 9 d'agost de 1832. La línia mascle directe de la casa reial es va extingir amb la mort de Sultan Sulaiman II el 1883. Després d'un breu interregne els holandesos van escollir un besnebot com a successor, anomenat Sultan Abdul-Rahman II Muadzam Shah. El nou sultà era un descendent de la casa reial en línia femenina i per la línia masculina de la casa vicereial de Riau. Finalment, el 1911, els holandesos van decidir assolir el govern directe i van deposar el sultà al que van enviar a l'exili.
A la caiguda de Suharto es van produir manifestacions en favor de la separació de les illes d'Indonèsia però no és clar que fossin a favor del restabliment del sultanat o del virregnat bugi.
El sultà tenia dret a salutació de 15 canonades. El seu títol era Sultan (nom del regne personal) ibni al-Marhum (el títol del pare i nom personal), sultà de les Riau, de les Lingga i de les seves dependències, amb tractament de son Altesa.

## Sultans de Lingga
- Paduka Sri Sultan 'Abdu'l Rahman I Mu'azzam Shah ibni al-Marhum Sultan Mahmud Shah Alam (al-Marhum Mangkat di-Bukit Chengah) 1811 - 1832
- Paduka Sri Sultan Muhammad II Mu'azzam Shah ibni al-Marhum Sultan 'Abdu'l-Rahman Mu'azzam Shah (al-Marhum di-Kraton) 1832 - 1835
- Paduka Sri Sultan Mahmud IV Muzaffar Shah ibni al-Marhum Sultan Muhammad Mu'azzam Shah, 1835 - 1857
- Paduka Sri Sultan Sulaiman II Badr ul-'Alam Shah ibni al-Marhum Sultan 'Abdu'l-Rahman Mu'azzam Shah 1857 - 1883
- Paduka Sri Nasr ul-Zaman al-Sultan 'Abdu'l-Rahman Mu'azzam Shah ibni al-Marhum al-Malik al-Hadi Raja Muhammad Yusuf al-Mahdi, 1883 - 1911 (1930)
- Tengku Haji Usman [Osman] ibni al-Marhum Sultan 'Abdu'l-Rahman (+ 1928)
- Tengku Muhammad Yusuf bin Tengku Haji Usman (1898-1964). Holanda va impedir el retorn de la nissaga el 1945.
- Tengku Haji 'Abdu'l-Rahman bin Tengku Muhammad Yusuf (nascut 12 de desembre de 1932). Antic oficial de l'exèrcit de Singapur (retirat) té els drets successoris i es cap de la casa reial. És un historiador amb coneixements notables sobre Riau Lingga i la seva col·lecció de materials històrics d'aquesta zona és segurament la més important del món especialment en genealogia i il·lustracions. Té bones relacions amb l'abans rival dinastia de Johore.

## Escut i banderes
L'escut del sultà era un a mitja lluna en vertical amb les puntes cap a la dreta, i en aquesta part, al mig, una estrella de vuit puntes. La bandera del sultà a terra era blanca llisa i a la mar estava dividida en dues parts en vertical, la primera ocupant la meitat era blanca amb aspa negra (els extrems de l'aspa al centre de cada angle); la segona part era negra llisa. La bandera d'estat era negra amb un quadre blanc al cantó del pal. El pavelló de comerç era blau amb un quadre blanc al mateix cantó. Els prínceps reials i els enviats especials del sultà tenien bandera groga llisa; els virreis bandera groga amb vora verda per tres costats (excepte al vol); l'almirall cap de la flota i el cap de l'exèrcit tenien bandera groga amb vora vermella per tres costats (excepte al vol); i els comandants de fortaleses costaneres tenien bandera vermella amb vora per tres costats negre (sempre menys al vol).

### Galeria de banderes

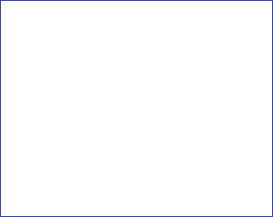
Bandera del sultà a terra (blanca llisa)
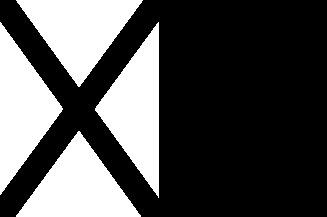
Pavelló del sultà a la mar
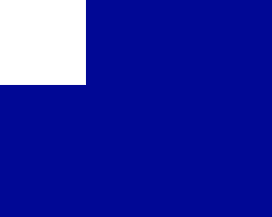
Pavelló mercant
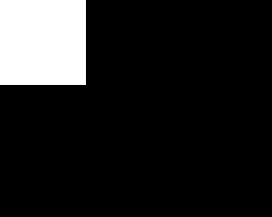
Bandera d'estat
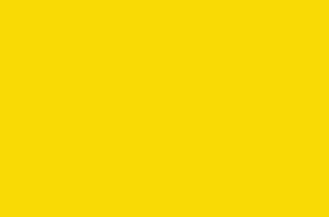
Prínceps
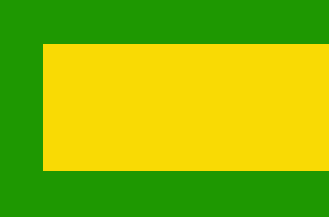
Virreis
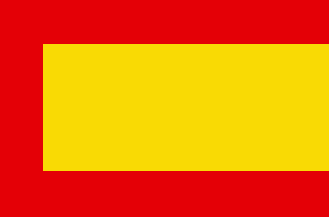
Almirall/Generalissim
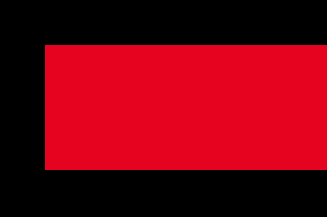
Comandant de fortalesa costanera